# Real Club Deportivo de La Coruña 2015-2016
Questa voce raccoglie le informazioni riguardanti il Real Club Deportivo de La Coruña nelle competizioni ufficiali della stagione 2015-2016.

## Stagione
Campionato
Il Deportivo La Coruña partecipa per la 44ª volta nella sua storia alla massima serie del campionato di calcio spagnolo. Il club ha chiuso il campionato al quindicesimo posto con 42 punti, frutto di 8 vittorie, 18 pareggi e 12 sconfitte.
Coppa del Re
In Coppa del Re la squadra è stata eliminata dalla competizione agli ottavi di finale per mano del Mirandés (1-1 all'andata a Miranda de Ebro, 0-3 per il Mirandés ad La Coruña).